# 452307 Manawydan
452307 Manawydan este o planetă minoră (asteroid) din Asteroid Amor. A fost descoperită pe 5 decembrie 1997 la Caussols de OCA-DLR Asteroid Survey⁠(d). 
Obiectul prezintă o orbită caracterizată de o semiaxă mare de 1,8671283792591 UAi, o excentricitate de 0,32, o înclinație de 44,3 ° în raport cu ecliptica.